# 吉姆·麥克伊文
詹姆斯·邁克爾·麥克伊文（英語：James Michael McIlvaine，1972年7月30日—）是一名退休的美國職業籃球運動員，位置為中鋒，曾在美國國家籃球協會（NBA）效力過華盛頓子彈隊、西雅圖超音速隊和新澤西籃網隊，共七個賽季。

## 外部連結
- College & NBA stats （页面存档备份，存于） @ Basketball-Reference.com
- Scan of article about cars written by Jim McIlvaine （页面存档备份，存于）